# Olivia Crocicchia

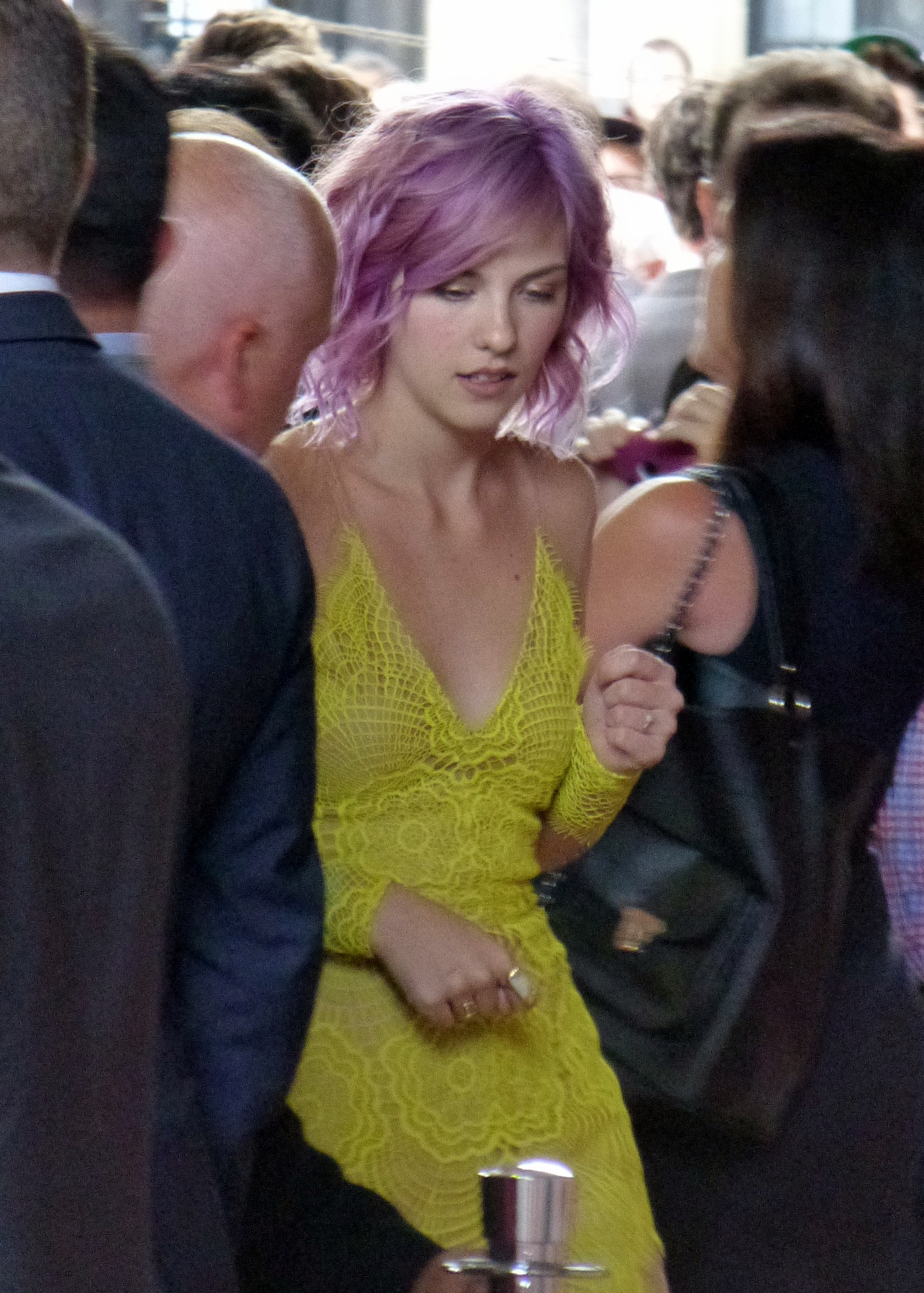
Olivia Crocicchia auf dem Toronto International Film Festival 2014

Olivia Crocicchia (* 1. August 1995) ist eine US-amerikanische Schauspielerin.

## Leben
Olivia Crocicchia trat im Alter von nicht einmal acht Jahren erstmals vor die Kamera. Von 2004 bis 2011 hatte sie in der TV-Serie Rescue Me, in deren Mittelpunkt das Leben mehrerer New Yorker Feuerwehrleute steht, mit der Katy, der Tochter Tommy Gavins, eine durchgehende Rolle. Dies brachte der 15-Jährigen 2010 die zentrale Rolle der Heather Miles in dem Independent Film Terri ein. Hier spielte Olivia eine blonde Außenseiterin, die zur einzigen Freundin des stark übergewichtigen, depressiven und von allen verspotteten Titelhelden wird.
Seitdem wurde Olivia Crocicchia mit tragenden Rollen überwiegend in Kinofilmen besetzt und spielte an der Seite von etablierten Kollegen wie Jake Gyllenhaal, Jessica Biel, Corin Nemec, James Franco, Emma Roberts, Emma Thompson und Adam Sandler.

## Filmografie
- 2003: Law & Order: Special Victims Unit (eine Folge)
- 2004: Law & Order (eine Folge)
- 2004–2011: Rescue Me (Serie, 39 Folgen)
- 2005: Walking on the Sky
- 2010: Amost Kings
- 2010: Terri
- 2011: CSI: NY (eine Folge)
- 2012: Besties
- 2013: Boomerang
- 2013: Palo Alto
- 2013: Backgammon
- 2013: Nailed
- 2014: #Zeitgeist (Men, Women & Children)
- 2014: Teacher of the Year
- 2015: I Killed My BFF (Fernsehfilm)
- 2015: Casual (eine Folge)
- 2017: The Yellow Birds
- 2017: Mom and Dad
- 2019: She’s in Portland
- 2019: Sosi (Kurzfilm)
- 2020: Room 104 (eine Folge)